# Phim giật gân

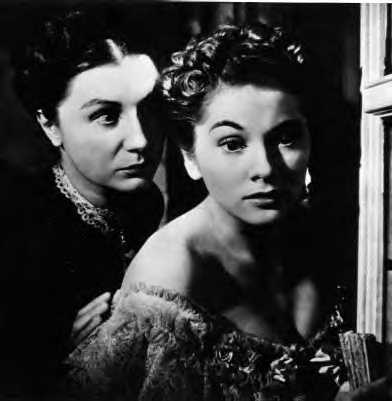
Một chủ đề phổ biến trong các bộ phim thriller liên quan đến các nạn nhân ngây thơ đối phó với những kẻ thù loạn trí, như trong bộ phim Rebecca của Hitchcock (1940), với chi tiết bà Danvers cố thuyết phục bà De Winter tự sát bằng cách nhảy.

Phim giật gân, còn có tên khác là phim rùng rợn hoặc suspense thriller, là một thể loại phim gợi lên sự hứng thú và hồi hộp cho khán giả. Yếu tố hồi hộp, được tìm thấy trong hầu hết các mảng của phim, thường xuyên được các nhà làm phim trong thể loại này khai thác. Sự căng thẳng được tạo ra bằng cách trì hoãn những gì mà khán giả coi là không thể tránh khỏi và được xây dựng thông qua những tình huống mang tính đe dọa hoặc các tình thế mà việc thoát khỏi dường như là không thể.
Việc che giấu các thông tin quan trọng không cho người xem thấy, và các cảnh săn đuổi là những phương pháp phổ biến được áp dụng. Cuộc sống thường bị đe dọa trong các phim thriller, chẳng hạn như khi nhân vật chính không nhận biết rằng họ đang sắp bước vào một tình huống nguy hiểm. Các nhân vật của phim thriller xung đột với nhau hoặc với lực lượng bên ngoài, đôi khi có thể là các lực lượng trừu tượng. Nhân vật chính thường được đặt vào tình thế đối diện một vấn đề, chẳng hạn như phải chạy trốn, phải hoàn thành một sứ mệnh, hoặc một bí ẩn.
Phim giật gân thường được lai với các thể loại khác; các bản lai thường bao gồm: phim hành động giật gân, phim phiêu lưu giật gân, phim kỳ ảo và phim khoa học viễn tưởng giật gân. Phim giật gân cũng chia sẻ mối quan hệ gần gũi với phim kinh dị, cả hai đều gây ra căng thẳng cho người xem. Trong các câu chuyện về tội phạm, các bộ phim thriller tập trung ít hơn vào tội phạm hoặc thám tử, mà tập trung nhiều vào việc tạo ra sự hồi hộp. Các chủ đề phổ biến bao gồm "khủng bố, âm mưu chính trị, sự đuổi bắt, hoặc các quan hệ tam giác lãng mạn dẫn đến giết người".
Năm 2001, Viện phim Mỹ đã lựa chọn và lập ra Danh sách 100 phim giật gân của Viện phim Mỹ. 400 bộ phim được đề cử phải là những bộ phim do Mỹ sản xuất, và có những tình tiết thrilling "làm sống động và làm phong phú thêm di sản của nước Mỹ". AFI cũng yêu cầu những chuyên gia nắm quyền lựa chọn phim xem xét "tác động tổng cộng tạo ra adrenaline cho người xem của nghệ thuật và kỹ năng làm phim của bộ phim được tuyển chọn".

## Sách tham khảo
- Konigsberg, Ira (1997). The Complete Film Dictionary . Penguin Group. ISBN 978-0-670-10009-5.